# Eleições legislativas portuguesas de 1999 no distrito de Aveiro
| Eleições legislativas portuguesas de 1999 Distritos: Aveiro \| Beja \| Braga \| Bragança \| Castelo Branco \| Coimbra \| Évora \| Faro \| Guarda \| Leiria \| Lisboa \| Portalegre \| Porto \| Santarém \| Setúbal \| Viana do Castelo \| Vila Real \| Viseu \| Açores \| Madeira \| Estrangeiro |

## Resultados por Concelho
Os resultados nos concelhos do Distrito de Aveiro foram os seguintes:

### Águeda
| Partido                 | Partido                        | Votos  | %               | +/-  |
| ----------------------- | ------------------------------ | ------ | --------------- | ---- |
|                         | Partido Socialista             | 10 104 | 40,91 / 100,00  | 2,30 |
|                         | Partido Social Democrata       | 9 543  | 38,64 / 100,00  | 2,67 |
|                         | Partido Popular                | 3 242  | 13,13 / 100,00  | 0,62 |
|                         | Coligação Democrática Unitária | 850    | 3,44 / 100,00   | 0,31 |
|                         | Outros                         | 587    | 2,37 / 100,00   |      |
| Votos Inválidos         | Votos Inválidos                | 371    | 1,50 / 100,00   | 0,24 |
| Total                   | Total                          | 24 697 | 100,00 / 100,00 |      |
| Eleitorado/Participação | Eleitorado/Participação        | 39 988 | 61,76 / 100,00  | 4,22 |

| Freguesia            | %     | %     | %     | %    | Votantes |
| Freguesia            | PS    | PSD   | PP    | CDU  | Votantes |
| -------------------- | ----- | ----- | ----- | ---- | -------- |
| Agadão               | 24,78 | 53,73 | 16,12 | 0,90 | 335      |
| Aguada de Baixo      | 31,14 | 40,94 | 22,58 | 0,87 | 806      |
| Aguada de Cima       | 37,42 | 44,96 | 12,44 | 1,41 | 1 777    |
| Águeda               | 45,65 | 33,85 | 11,18 | 5,19 | 5 914    |
| Barrô                | 38,96 | 44,81 | 10,26 | 1,10 | 906      |
| Belazaima do Chão    | 49,72 | 34,64 | 9,78  | 0,84 | 358      |
| Borralha             | 51,11 | 29,68 | 13,10 | 2,64 | 1 176    |
| Castanheira do Vouga | 26,95 | 56,97 | 14,18 | 0    | 423      |
| Espinhel             | 50,07 | 32,40 | 10,30 | 3,79 | 1 398    |
| Fermentelos          | 12,97 | 59,20 | 24,89 | 0,86 | 1 635    |
| Lamas do Vouga       | 51,85 | 36,11 | 7,64  | 1,85 | 432      |
| Macieira de Alcoba   | 23,47 | 59,18 | 12,24 | 1,02 | 98       |
| Macinhata do Vouga   | 40,88 | 36,10 | 15,90 | 3,74 | 1 629    |
| Óis da Ribeira       | 40,87 | 44,61 | 8,92  | 1,45 | 482      |
| Préstimo             | 25,47 | 46,53 | 16,63 | 6,11 | 475      |
| Recardães            | 47,80 | 34,48 | 8,99  | 5,17 | 1 546    |
| Segadães             | 44,12 | 29,05 | 21,73 | 1,77 | 451      |
| Travassô             | 35,57 | 40,46 | 18,33 | 1,52 | 922      |
| Trofa                | 43,66 | 35,66 | 10,98 | 4,61 | 1 475    |
| Valongo do Vouga     | 44,98 | 36,19 | 9,64  | 4,92 | 2 459    |
| Águeda               | 40,91 | 38,64 | 13,13 | 3,44 | 24 697   |

### Albergaria-a-Velha
| Partido                 | Partido                        | Votos  | %               | +/-  |
| ----------------------- | ------------------------------ | ------ | --------------- | ---- |
|                         | Partido Social Democrata       | 4 845  | 40,93 / 100,00  | 3,89 |
|                         | Partido Socialista             | 4 041  | 34,14 / 100,00  | 1,27 |
|                         | Partido Popular                | 2 219  | 18,75 / 100,00  | 1,36 |
|                         | Coligação Democrática Unitária | 305    | 2,58 / 100,00   | 0,64 |
|                         | Outros                         | 234    | 1,99 / 100,00   |      |
| Votos Inválidos         | Votos Inválidos                | 193    | 1,63 / 100,00   | 0,03 |
| Total                   | Total                          | 11 837 | 100,00 / 100,00 |      |
| Eleitorado/Participação | Eleitorado/Participação        | 19 285 | 61,38 / 100,00  | 4,80 |

| Freguesia          | %     | %     | %     | %    | Votantes |
| Freguesia          | PSD   | PS    | PP    | CDU  | Votantes |
| ------------------ | ----- | ----- | ----- | ---- | -------- |
| Albergaria-a-Velha | 39,22 | 33,92 | 20,10 | 2,68 | 3 284    |
| Alquerubim         | 43,69 | 35,81 | 16,20 | 1,25 | 1 117    |
| Angeja             | 31,65 | 41,50 | 17,00 | 6,80 | 1 147    |
| Branca             | 46,95 | 33,17 | 15,25 | 1,70 | 2 590    |
| Frossos            | 36,97 | 36,97 | 20,81 | 1,21 | 495      |
| Ribeira de Fráguas | 31,64 | 36,72 | 25,77 | 1,69 | 1 005    |
| São João de Loure  | 45,74 | 26,26 | 21,83 | 2,35 | 1 150    |
| Valmaior           | 39,28 | 37,08 | 16,68 | 2,96 | 1 049    |
| Albergaria-a-Velha | 40,93 | 34,14 | 18,75 | 2,58 | 11 837   |

### Anadia
| Partido                 | Partido                        | Votos  | %               | +/-  |
| ----------------------- | ------------------------------ | ------ | --------------- | ---- |
|                         | Partido Social Democrata       | 7 549  | 45,34 / 100,00  | 3,13 |
|                         | Partido Socialista             | 5 673  | 34,07 / 100,00  | 1,03 |
|                         | Partido Popular                | 2 270  | 13,63 / 100,00  | 0,59 |
|                         | Coligação Democrática Unitária | 371    | 2,23 / 100,00   | 0,47 |
|                         | Bloco de Esquerda              | 193    | 1,16 / 100,00   | Novo |
|                         | Outros                         | 227    | 1,37 / 100,00   |      |
| Votos Inválidos         | Votos Inválidos                | 367    | 2,21 / 100,00   | 0,15 |
| Total                   | Total                          | 16 650 | 100,00 / 100,00 |      |
| Eleitorado/Participação | Eleitorado/Participação        | 26 910 | 61,87 / 100,00  | 5,03 |

| Freguesia              | %     | %     | %     | %    | %    | Votantes |
| Freguesia              | PSD   | PS    | PP    | CDU  | BE   | Votantes |
| ---------------------- | ----- | ----- | ----- | ---- | ---- | -------- |
| Aguim                  | 42,73 | 41,38 | 10,49 | 1,65 | 1,80 | 667      |
| Amoreira da Gândara    | 48,10 | 26,66 | 19,46 | 1,27 | 0,42 | 709      |
| Ancas                  | 45,81 | 31,29 | 15,75 | 1,64 | 1,64 | 489      |
| Arcos                  | 36,16 | 41,78 | 11,05 | 5,25 | 2,24 | 2 724    |
| Avelãs de Caminho      | 38,44 | 43,09 | 12,31 | 1,80 | 1,05 | 666      |
| Avelãs de Cima         | 53,13 | 25,63 | 15,54 | 1,06 | 0,90 | 1 229    |
| Mogofores              | 30,19 | 45,69 | 14,06 | 3,35 | 2,56 | 626      |
| Moita                  | 46,16 | 34,56 | 12,98 | 1,61 | 1,23 | 1 302    |
| Óis do Bairro          | 43,49 | 39,38 | 10,96 | 1,03 | 1,37 | 292      |
| Paredes do Bairro      | 62,72 | 17,69 | 15,20 | 1,02 | 0,58 | 684      |
| Sangalhos              | 40,40 | 32,97 | 18,70 | 2,67 | 1,21 | 2 396    |
| São Lourenço do Bairro | 46,40 | 36,22 | 12,71 | 1,15 | 0,23 | 1 306    |
| Tamengos               | 44,12 | 38,73 | 11,64 | 1,10 | 0,98 | 816      |
| Vila Nova de Monsarros | 40,04 | 46,16 | 7,68  | 2,00 | 0,56 | 899      |
| Vilarinho do Bairro    | 63,14 | 18,92 | 13,01 | 0,92 | 0,33 | 1 845    |
| Anadia                 | 45,34 | 34,07 | 13,63 | 2,23 | 1,16 | 16 650   |

### Arouca
| Partido                 | Partido                        | Votos  | %               | +/-  |
| ----------------------- | ------------------------------ | ------ | --------------- | ---- |
|                         | Partido Social Democrata       | 6 033  | 47,19 / 100,00  | 6,41 |
|                         | Partido Socialista             | 3 815  | 29,84 / 100,00  | 2,94 |
|                         | Partido Popular                | 2 227  | 17,42 / 100,00  | 2,71 |
|                         | Coligação Democrática Unitária | 207    | 1,62 / 100,00   | 0,50 |
|                         | Outros                         | 327    | 2,56 / 100,00   |      |
| Votos Inválidos         | Votos Inválidos                | 176    | 1,38 / 100,00   | 0,35 |
| Total                   | Total                          | 12 785 | 100,00 / 100,00 |      |
| Eleitorado/Participação | Eleitorado/Participação        | 20 358 | 62,80 / 100,00  | 2,06 |

| Freguesia           | %     | %     | %     | %    | Votantes |
| Freguesia           | PSD   | PS    | PP    | CDU  | Votantes |
| ------------------- | ----- | ----- | ----- | ---- | -------- |
| Albergaria da Serra | 30,38 | 53,16 | 2,53  | 1,27 | 79       |
| Alvarenga           | 50,00 | 29,20 | 13,72 | 1,77 | 904      |
| Arouca              | 39,60 | 39,14 | 15,02 | 1,69 | 1 538    |
| Burgo               | 39,36 | 35,96 | 17,80 | 2,33 | 1 118    |
| Cabreiros           | 49,04 | 34,62 | 6,73  | 1,92 | 104      |
| Canelas             | 41,90 | 20,05 | 31,88 | 2,31 | 389      |
| Chave               | 30,38 | 34,20 | 26,16 | 1,23 | 734      |
| Covelo de Paivó     | 67,86 | 20,24 | 3,57  | 2,38 | 84       |
| Escariz             | 51,62 | 29,69 | 14,51 | 1,37 | 1 172    |
| Espiunca            | 51,31 | 22,22 | 23,20 | 1,96 | 306      |
| Fermedo             | 50,79 | 31,08 | 12,04 | 2,25 | 756      |
| Janarde             | 78,48 | 7,59  | 8,86  | 1,27 | 79       |
| Mansores            | 51,09 | 22,85 | 22,56 | 0,73 | 687      |
| Moldes              | 40,59 | 37,08 | 17,70 | 1,26 | 712      |
| Rossas              | 49,70 | 22,80 | 21,83 | 2,53 | 829      |
| Santa Eulália       | 50,48 | 27,75 | 17,07 | 1,36 | 1 254    |
| São Miguel do Mato  | 56,48 | 21,06 | 17,82 | 1,62 | 432      |
| Tropeço             | 53,93 | 26,37 | 15,56 | 0,74 | 675      |
| Urrô                | 56,55 | 24,71 | 14,59 | 1,82 | 603      |
| Várzea              | 52,12 | 27,27 | 18,18 | 0,30 | 330      |
| Arouca              | 47,19 | 29,84 | 17,42 | 1,62 | 12 785   |

### Aveiro
| Partido                 | Partido                        | Votos  | %               | +/-  |
| ----------------------- | ------------------------------ | ------ | --------------- | ---- |
|                         | Partido Socialista             | 13 692 | 37,03 / 100,00  | 0,53 |
|                         | Partido Social Democrata       | 13 046 | 35,28 / 100,00  | 3,45 |
|                         | Partido Popular                | 6 583  | 17,80 / 100,00  | 0,77 |
|                         | Coligação Democrática Unitária | 1 391  | 3,76 / 100,00   | 0,57 |
|                         | Bloco de Esquerda              | 1 001  | 2,71 / 100,00   | Novo |
|                         | Outros                         | 510    | 1,38 / 100,00   |      |
| Votos Inválidos         | Votos Inválidos                | 752    | 2,03 / 100,00   | 0,22 |
| Total                   | Total                          | 36 975 | 100,00 / 100,00 |      |
| Eleitorado/Participação | Eleitorado/Participação        | 58 874 | 62,80 / 100,00  | 4,40 |

| Freguesia               | %     | %     | %     | %    | %    | Votantes |
| Freguesia               | PS    | PSD   | PP    | CDU  | BE   | Votantes |
| ----------------------- | ----- | ----- | ----- | ---- | ---- | -------- |
| Aradas                  | 33,90 | 39,59 | 18,81 | 2,10 | 2,00 | 4 009    |
| Cacia                   | 43,40 | 33,27 | 13,42 | 4,51 | 1,66 | 3 129    |
| Eirol                   | 29,00 | 35,00 | 30,75 | 1,25 | 0,25 | 400      |
| Eixo                    | 39,58 | 31,74 | 19,65 | 2,79 | 1,89 | 2 117    |
| Esgueira                | 44,81 | 27,47 | 16,76 | 5,05 | 2,72 | 5 285    |
| Glória                  | 39,20 | 29,34 | 17,62 | 4,89 | 5,11 | 6 141    |
| Nariz                   | 19,45 | 47,45 | 28,55 | 0,69 | 0,41 | 725      |
| Nossa Senhora de Fátima | 17,36 | 56,37 | 22,75 | 1,32 | 0,22 | 910      |
| Oliveirinha             | 21,16 | 59,01 | 14,64 | 0,97 | 1,01 | 2 576    |
| Requeixo                | 21,35 | 43,06 | 31,08 | 1,56 | 0,52 | 576      |
| Santa Joana             | 37,53 | 38,21 | 15,45 | 3,83 | 1,60 | 3 682    |
| São Bernardo            | 33,95 | 37,51 | 19,97 | 2,90 | 2,25 | 2 309    |
| São Jacinto             | 57,29 | 21,26 | 15,38 | 2,43 | 0,40 | 494      |
| Vera Cruz               | 39,59 | 29,19 | 17,87 | 5,71 | 4,82 | 4 622    |
| Aveiro                  | 37,03 | 35,28 | 17,80 | 3,76 | 2,71 | 36 975   |

### Castelo de Paiva
| Partido                 | Partido                        | Votos  | %               | +/-  |
| ----------------------- | ------------------------------ | ------ | --------------- | ---- |
|                         | Partido Socialista             | 4 344  | 48,61 / 100,00  | 1,37 |
|                         | Partido Social Democrata       | 3 663  | 40,99 / 100,00  | 2,26 |
|                         | Partido Popular                | 426    | 4,77 / 100,00   | 0,26 |
|                         | Coligação Democrática Unitária | 156    | 1,75 / 100,00   | 0,27 |
|                         | Bloco de Esquerda              | 89     | 1,00 / 100,00   | Novo |
|                         | Outros                         | 108    | 1,20 / 100,00   |      |
| Votos Inválidos         | Votos Inválidos                | 151    | 1,69 / 100,00   | 0,10 |
| Total                   | Total                          | 8 937  | 100,00 / 100,00 |      |
| Eleitorado/Participação | Eleitorado/Participação        | 14 182 | 63,02 / 100,00  | 6,17 |

| Freguesia                | %     | %     | %     | %    | %    | Votantes |
| Freguesia                | PS    | PSD   | PP    | CDU  | BE   | Votantes |
| ------------------------ | ----- | ----- | ----- | ---- | ---- | -------- |
| Bairros                  | 48,71 | 44,84 | 2,68  | 1,09 | 0,60 | 1 008    |
| Fornos                   | 57,92 | 33,61 | 3,37  | 0,92 | 1,33 | 979      |
| Paraíso                  | 38,03 | 46,25 | 10,05 | 2,19 | 0    | 547      |
| Pedorido                 | 60,74 | 27,37 | 3,72  | 3,48 | 1,32 | 833      |
| Raiva                    | 58,64 | 28,96 | 4,34  | 3,28 | 1,42 | 1 129    |
| Real                     | 52,94 | 35,14 | 5,43  | 1,81 | 0,75 | 663      |
| Santa Maria de Sardoura  | 41,94 | 50,18 | 3,87  | 0,88 | 0,44 | 1 371    |
| São Martinho de Sardoura | 35,38 | 57,42 | 4,41  | 0,97 | 0,32 | 930      |
| Sobrado                  | 44,35 | 41,91 | 6,84  | 1,69 | 1,96 | 1 477    |
| Castelo de Paiva         | 48,61 | 40,99 | 4,77  | 1,75 | 1,00 | 8 937    |

### Espinho
| Partido                 | Partido                        | Votos  | %               | +/-  |
| ----------------------- | ------------------------------ | ------ | --------------- | ---- |
|                         | Partido Socialista             | 9 549  | 45,90 / 100,00  | 2,31 |
|                         | Partido Social Democrata       | 6 587  | 31,66 / 100,00  | 2,66 |
|                         | Coligação Democrática Unitária | 1 771  | 8,51 / 100,00   | 1,97 |
|                         | Partido Popular                | 1 767  | 8,49 / 100,00   | 0,75 |
|                         | Bloco de Esquerda              | 378    | 1,82 / 100,00   | Novo |
|                         | Outros                         | 352    | 1,68 / 100,00   |      |
| Votos Inválidos         | Votos Inválidos                | 400    | 1,92 / 100,00   | 0,43 |
| Total                   | Total                          | 20 804 | 100,00 / 100,00 |      |
| Eleitorado/Participação | Eleitorado/Participação        | 30 495 | 68,22 / 100,00  | 6,70 |

| Freguesia | %     | %     | %     | %     | %    | Votantes |
| Freguesia | PS    | PSD   | CDU   | PP    | BE   | Votantes |
| --------- | ----- | ----- | ----- | ----- | ---- | -------- |
| Anta      | 46,36 | 31,50 | 8,86  | 8,08  | 1,30 | 5 781    |
| Espinho   | 35,78 | 39,59 | 7,43  | 10,87 | 3,23 | 7 523    |
| Guetim    | 39,60 | 44,46 | 5,39  | 6,97  | 0,21 | 947      |
| Paramos   | 49,81 | 26,18 | 9,67  | 8,66  | 1,20 | 2 078    |
| Silvalde  | 61,83 | 18,39 | 10,01 | 5,27  | 0,74 | 4 475    |
| Espinho   | 45,90 | 31,66 | 8,51  | 8,49  | 1,82 | 20 804   |

### Estarreja
| Partido                 | Partido                        | Votos  | %               | +/-  |
| ----------------------- | ------------------------------ | ------ | --------------- | ---- |
|                         | Partido Social Democrata       | 5 645  | 41,98 / 100,00  | 4,83 |
|                         | Partido Socialista             | 4 984  | 37,06 / 100,00  | 2,37 |
|                         | Partido Popular                | 1 668  | 12,40 / 100,00  | 0,59 |
|                         | Coligação Democrática Unitária | 550    | 4,09 / 100,00   | 0,71 |
|                         | Bloco de Esquerda              | 189    | 1,41 / 100,00   | Novo |
|                         | Outros                         | 196    | 1,46 / 100,00   |      |
| Votos Inválidos         | Votos Inválidos                | 215    | 1,60 / 100,00   | 0,19 |
| Total                   | Total                          | 13 447 | 100,00 / 100,00 |      |
| Eleitorado/Participação | Eleitorado/Participação        | 22 455 | 59,88 / 100,00  | 6,49 |

| Freguesia | %     | %     | %     | %    | %    | Votantes |
| Freguesia | PSD   | PS    | PP    | CDU  | BE   | Votantes |
| --------- | ----- | ----- | ----- | ---- | ---- | -------- |
| Avanca    | 39,53 | 40,94 | 11,01 | 3,83 | 1,28 | 2 980    |
| Beduído   | 35,93 | 42,22 | 11,24 | 5,71 | 1,99 | 3 960    |
| Canelas   | 51,03 | 29,06 | 12,47 | 4,12 | 1,83 | 874      |
| Fermelã   | 44,53 | 32,27 | 15,36 | 3,54 | 0,77 | 905      |
| Pardilhó  | 43,10 | 37,80 | 9,61  | 4,54 | 1,34 | 1 717    |
| Salreu    | 48,80 | 29,33 | 16,53 | 1,70 | 0,94 | 2 117    |
| Veiros    | 47,20 | 30,87 | 14,77 | 3,13 | 0,67 | 894      |
| Estarreja | 41,98 | 37,06 | 12,40 | 4,09 | 1,41 | 13 447   |

### Ílhavo
| Partido                 | Partido                        | Votos  | %               | +/-  |
| ----------------------- | ------------------------------ | ------ | --------------- | ---- |
|                         | Partido Social Democrata       | 6 080  | 38,95 / 100,00  | 3,85 |
|                         | Partido Socialista             | 5 741  | 36,78 / 100,00  | 1,12 |
|                         | Partido Popular                | 2 357  | 15,10 / 100,00  | 0,30 |
|                         | Coligação Democrática Unitária | 566    | 3,63 / 100,00   | 0,93 |
|                         | Bloco de Esquerda              | 288    | 1,85 / 100,00   | Novo |
|                         | Outros                         | 264    | 1,70 / 100,00   |      |
| Votos Inválidos         | Votos Inválidos                | 312    | 2,00 / 100,00   | 0,19 |
| Total                   | Total                          | 15 608 | 100,00 / 100,00 |      |
| Eleitorado/Participação | Eleitorado/Participação        | 27 903 | 55,94 / 100,00  | 5,66 |

| Freguesia             | %     | %     | %     | %    | %    | Votantes |
| Freguesia             | PSD   | PS    | PP    | CDU  | BE   | Votantes |
| --------------------- | ----- | ----- | ----- | ---- | ---- | -------- |
| Gafanha da Encarnação | 46,35 | 29,71 | 17,85 | 2,64 | 0,77 | 1 821    |
| Gafanha da Nazaré     | 36,13 | 37,98 | 16,84 | 3,10 | 1,90 | 5 903    |
| Gafanha do Carmo      | 47,26 | 26,60 | 20,34 | 1,25 | 0,47 | 639      |
| Ílhavo (São Salvador) | 38,66 | 38,48 | 12,53 | 4,51 | 2,19 | 7 245    |
| Ílhavo                | 38,95 | 36,78 | 15,10 | 3,63 | 1,85 | 15 608   |

### Mealhada
| Partido                 | Partido                        | Votos  | %               | +/-  |
| ----------------------- | ------------------------------ | ------ | --------------- | ---- |
|                         | Partido Socialista             | 5 340  | 54,16 / 100,00  | 1,13 |
|                         | Partido Social Democrata       | 2 873  | 29,14 / 100,00  | 1,09 |
|                         | Partido Popular                | 581    | 5,89 / 100,00   | 0,14 |
|                         | Coligação Democrática Unitária | 570    | 5,78 / 100,00   | 1,44 |
|                         | Bloco de Esquerda              | 154    | 1,56 / 100,00   | Novo |
|                         | Outros                         | 132    | 1,33 / 100,00   |      |
| Votos Inválidos         | Votos Inválidos                | 209    | 2,12 / 100,00   | 0,22 |
| Total                   | Total                          | 9 859  | 100,00 / 100,00 |      |
| Eleitorado/Participação | Eleitorado/Participação        | 16 601 | 59,39 / 100,00  | 5,74 |

| Freguesia         | %     | %     | %    | %    | %    | Votantes |
| Freguesia         | PS    | PSD   | PP   | CDU  | BE   | Votantes |
| ----------------- | ----- | ----- | ---- | ---- | ---- | -------- |
| Antes             | 45,67 | 41,73 | 7,09 | 1,38 | 1,38 | 508      |
| Barcouço          | 58,30 | 24,49 | 3,38 | 8,50 | 1,13 | 976      |
| Casal Comba       | 57,83 | 28,76 | 4,71 | 4,00 | 0,84 | 1 551    |
| Luso              | 55,01 | 26,60 | 6,48 | 6,78 | 2,26 | 1 327    |
| Mealhada          | 52,40 | 31,03 | 5,71 | 6,27 | 1,75 | 1 769    |
| Pampilhosa        | 53,64 | 22,98 | 7,97 | 9,01 | 2,21 | 2 032    |
| Vacariça          | 60,30 | 27,21 | 5,31 | 2,89 | 0,75 | 1 073    |
| Ventosa do Bairro | 39,81 | 50,56 | 5,30 | 0,48 | 1,44 | 623      |
| Mealhada          | 54,16 | 29,14 | 5,89 | 5,78 | 1,56 | 9 859    |

### Murtosa
| Partido                 | Partido                        | Votos | %               | +/-  |
| ----------------------- | ------------------------------ | ----- | --------------- | ---- |
|                         | Partido Social Democrata       | 2 760 | 62,93 / 100,00  | 1,04 |
|                         | Partido Socialista             | 1 000 | 22,80 / 100,00  | 0,06 |
|                         | Partido Popular                | 428   | 9,76 / 100,00   | 0,13 |
|                         | Coligação Democrática Unitária | 54    | 1,23 / 100,00   | 0,59 |
|                         | Outros                         | 74    | 1,69 / 100,00   |      |
| Votos Inválidos         | Votos Inválidos                | 70    | 1,60 / 100,00   | 0,26 |
| Total                   | Total                          | 4 386 | 100,00 / 100,00 |      |
| Eleitorado/Participação | Eleitorado/Participação        | 8 280 | 52,97 / 100,00  | 4,71 |

| Freguesia | %     | %     | %     | %    | Votantes |
| Freguesia | PSD   | PS    | PP    | CDU  | Votantes |
| --------- | ----- | ----- | ----- | ---- | -------- |
| Bunheiro  | 63,92 | 19,58 | 12,03 | 1,34 | 1 272    |
| Monte     | 59,64 | 27,89 | 8,01  | 1,19 | 674      |
| Murtosa   | 69,71 | 18,96 | 6,73  | 1,10 | 1 545    |
| Torreira  | 52,29 | 30,17 | 13,07 | 1,34 | 895      |
| Murtosa   | 62,93 | 22,80 | 9,76  | 1,23 | 4 386    |

### Oliveira de Azeméis
| Partido                 | Partido                        | Votos  | %               | +/-  |
| ----------------------- | ------------------------------ | ------ | --------------- | ---- |
|                         | Partido Socialista             | 15 939 | 42,75 / 100,00  | 0,73 |
|                         | Partido Social Democrata       | 13 787 | 36,98 / 100,00  | 2,87 |
|                         | Partido Popular                | 5 288  | 14,18 / 100,00  | 2,07 |
|                         | Coligação Democrática Unitária | 887    | 2,38 / 100,00   | 0,68 |
|                         | Outros                         | 788    | 2,13 / 100,00   |      |
| Votos Inválidos         | Votos Inválidos                | 597    | 1,60 / 100,00   | 0,14 |
| Total                   | Total                          | 37 286 | 100,00 / 100,00 |      |
| Eleitorado/Participação | Eleitorado/Participação        | 56 015 | 66,56 / 100,00  | 4,89 |

| Freguesia               | %     | %     | %     | %    | Votantes |
| Freguesia               | PS    | PSD   | PP    | CDU  | Votantes |
| ----------------------- | ----- | ----- | ----- | ---- | -------- |
| Carregosa               | 35,55 | 37,18 | 20,71 | 2,12 | 2 028    |
| Cesar                   | 43,54 | 38,82 | 11,35 | 2,39 | 1 718    |
| Fajões                  | 31,86 | 45,37 | 15,38 | 2,60 | 1 651    |
| Loureiro                | 21,95 | 61,43 | 12,91 | 1,02 | 1 859    |
| Macieira de Sarnes      | 55,31 | 23,26 | 8,71  | 8,10 | 1 148    |
| Macinhata da Seixa      | 44,62 | 33,43 | 17,59 | 1,31 | 688      |
| Madail                  | 26,35 | 57,68 | 13,69 | 0,83 | 482      |
| Nogueira do Cravo       | 49,61 | 32,02 | 9,12  | 5,80 | 1 655    |
| Oliveira de Azeméis     | 39,37 | 34,57 | 19,20 | 2,34 | 5 672    |
| Ossela                  | 36,33 | 43,43 | 14,12 | 1,44 | 1 324    |
| Palmaz                  | 39,95 | 39,36 | 16,88 | 1,10 | 1 179    |
| Pindelo                 | 46,14 | 31,88 | 15,24 | 2,81 | 1 424    |
| Pinheiro da Bemposta    | 33,96 | 46,04 | 16,92 | 1,12 | 1 690    |
| Santiago de Riba-Ul     | 47,18 | 31,19 | 14,13 | 4,02 | 1 988    |
| São Martinho da Gândara | 41,07 | 40,67 | 12,97 | 1,60 | 1 249    |
| São Roque               | 50,20 | 32,30 | 12,41 | 1,18 | 2 966    |
| Travanca                | 37,56 | 39,91 | 18,72 | 1,01 | 892      |
| Ul                      | 42,00 | 42,93 | 10,95 | 1,19 | 1 507    |
| Vila de Cucujães        | 53,88 | 29,99 | 10,06 | 2,48 | 6 166    |
| Oliveira de Azeméis     | 42,75 | 36,98 | 14,18 | 2,38 | 37 286   |

### Oliveira do Bairro
| Partido                 | Partido                        | Votos  | %               | +/-  |
| ----------------------- | ------------------------------ | ------ | --------------- | ---- |
|                         | Partido Social Democrata       | 5 481  | 50,54 / 100,00  | 7,37 |
|                         | Partido Popular                | 2 889  | 26,64 / 100,00  | 6,46 |
|                         | Partido Socialista             | 1 923  | 17,73 / 100,00  | 0,80 |
|                         | Coligação Democrática Unitária | 167    | 1,54 / 100,00   | 0,70 |
|                         | Outros                         | 187    | 1,73 / 100,00   |      |
| Votos Inválidos         | Votos Inválidos                | 198    | 1,83 / 100,00   | 0,11 |
| Total                   | Total                          | 10 845 | 100,00 / 100,00 |      |
| Eleitorado/Participação | Eleitorado/Participação        | 16 625 | 65,23 / 100,00  | 2,83 |

| Freguesia          | %     | %     | %     | %    | Votantes |
| Freguesia          | PSD   | PP    | PS    | CDU  | Votantes |
| ------------------ | ----- | ----- | ----- | ---- | -------- |
| Bustos             | 43,77 | 35,25 | 14,94 | 2,19 | 1 325    |
| Mamarrosa          | 47,42 | 33,12 | 15,67 | 0,84 | 951      |
| Oiã                | 54,62 | 20,42 | 19,41 | 2,08 | 3 266    |
| Oliveira do Bairro | 49,59 | 22,40 | 22,98 | 1,43 | 2 446    |
| Palhaça            | 56,29 | 28,68 | 11,72 | 0,43 | 1 391    |
| Troviscal          | 45,70 | 33,63 | 14,80 | 1,43 | 1 466    |
| Oliveira do Bairro | 50,54 | 26,64 | 17,73 | 1,54 | 10 845   |

### Ovar
| Partido                 | Partido                        | Votos  | %               | +/-  |
| ----------------------- | ------------------------------ | ------ | --------------- | ---- |
|                         | Partido Socialista             | 12 300 | 48,08 / 100,00  | 0,57 |
|                         | Partido Social Democrata       | 8 408  | 32,87 / 100,00  | 2,36 |
|                         | Partido Popular                | 1 930  | 7,54 / 100,00   | 0,06 |
|                         | Coligação Democrática Unitária | 1 650  | 6,45 / 100,00   | 1,63 |
|                         | Bloco de Esquerda              | 434    | 1,70 / 100,00   | Novo |
|                         | Outros                         | 415    | 1,63 / 100,00   |      |
| Votos Inválidos         | Votos Inválidos                | 443    | 1,73 / 100,00   | 0,11 |
| Total                   | Total                          | 25 580 | 100,00 / 100,00 |      |
| Eleitorado/Participação | Eleitorado/Participação        | 41 611 | 61,47 / 100,00  | 6,89 |

| Freguesia                   | %     | %     | %    | %     | %    | Votantes |
| Freguesia                   | PS    | PSD   | PP   | CDU   | BE   | Votantes |
| --------------------------- | ----- | ----- | ---- | ----- | ---- | -------- |
| Arada                       | 38,31 | 46,83 | 8,78 | 3,10  | 0,26 | 1 514    |
| Cortegaça                   | 55,18 | 28,93 | 7,48 | 4,21  | 1,19 | 2 019    |
| Esmoriz                     | 51,58 | 32,68 | 6,87 | 4,32  | 1,11 | 5 328    |
| Maceda                      | 53,22 | 30,27 | 8,31 | 4,70  | 0,60 | 1 830    |
| Ovar                        | 46,07 | 28,20 | 8,01 | 10,83 | 3,34 | 7 804    |
| São João de Ovar            | 49,47 | 29,97 | 7,60 | 7,50  | 1,68 | 3 093    |
| São Vicente de Pereira Jusã | 43,34 | 46,35 | 4,44 | 2,51  | 0,25 | 1 193    |
| Válega                      | 44,37 | 40,69 | 7,68 | 3,39  | 0,71 | 2 799    |
| Ovar                        | 48,08 | 32,87 | 7,54 | 6,45  | 1,70 | 25 580   |

### Santa Maria da Feira
| Partido                 | Partido                        | Votos   | %               | +/-  |
| ----------------------- | ------------------------------ | ------- | --------------- | ---- |
|                         | Partido Socialista             | 32 637  | 47,41 / 100,00  | 1,34 |
|                         | Partido Social Democrata       | 25 010  | 36,33 / 100,00  | 0,61 |
|                         | Partido Popular                | 6 324   | 9,19 / 100,00   | 0,28 |
|                         | Coligação Democrática Unitária | 2 195   | 3,19 / 100,00   | 0,77 |
|                         | Outros                         | 1 603   | 2,33 / 100,00   |      |
| Votos Inválidos         | Votos Inválidos                | 1 065   | 1,55 / 100,00   | 0,02 |
| Total                   | Total                          | 68 834  | 100,00 / 100,00 |      |
| Eleitorado/Participação | Eleitorado/Participação        | 104 203 | 66,06 / 100,00  | 6,30 |

| Freguesia             | %     | %     | %     | %     | Votantes |
| Freguesia             | PS    | PSD   | PP    | CDU   | Votantes |
| --------------------- | ----- | ----- | ----- | ----- | -------- |
| Argoncilhe            | 43,83 | 40,38 | 9,38  | 2,70  | 4 522    |
| Arrifana              | 55,59 | 28,93 | 8,46  | 3,01  | 3 560    |
| Caldas de São Jorge   | 51,58 | 31,18 | 9,81  | 4,13  | 1 427    |
| Canedo                | 35,10 | 51,19 | 9,31  | 1,25  | 2 567    |
| Escapães              | 52,84 | 31,87 | 8,44  | 2,75  | 1 635    |
| Espargo               | 40,96 | 39,76 | 12,23 | 1,73  | 752      |
| Feira                 | 46,96 | 33,68 | 9,94  | 3,66  | 5 113    |
| Fiães                 | 52,66 | 28,08 | 8,28  | 6,50  | 4 757    |
| Fornos                | 50,17 | 32,83 | 9,69  | 2,32  | 1 465    |
| Gião                  | 31,91 | 46,73 | 16,02 | 1,74  | 749      |
| Guisande              | 37,08 | 49,35 | 9,01  | 1,04  | 766      |
| Lobão                 | 39,16 | 44,47 | 10,93 | 1,28  | 2 579    |
| Louredo               | 29,19 | 56,33 | 10,37 | 0,97  | 829      |
| Lourosa               | 53,22 | 32,31 | 8,72  | 2,33  | 5 011    |
| Milheirós de Poiares  | 54,55 | 30,32 | 9,10  | 3,07  | 1 824    |
| Mosteirô              | 55,94 | 28,99 | 7,73  | 3,00  | 1 035    |
| Mozelos               | 48,92 | 37,02 | 7,25  | 2,95  | 3 050    |
| Nogueira da Regedoura | 45,10 | 41,49 | 6,86  | 3,22  | 2 610    |
| Paços de Brandão      | 38,18 | 43,12 | 13,18 | 2,20  | 2 952    |
| Pigeiros              | 51,17 | 27,55 | 9,91  | 8,02  | 686      |
| Rio Meão              | 48,63 | 33,96 | 11,14 | 2,91  | 2 441    |
| Romariz               | 42,66 | 43,22 | 10,52 | 1,07  | 1 777    |
| Sanfins               | 55,45 | 30,98 | 7,17  | 1,72  | 1 046    |
| Sanguedo              | 41,63 | 43,87 | 8,96  | 1,59  | 1 696    |
| Santa Maria de Lamas  | 50,35 | 35,19 | 8,22  | 2,82  | 2 836    |
| São João de Ver       | 56,30 | 27,74 | 7,35  | 4,00  | 3 796    |
| São Paio de Oleiros   | 47,25 | 29,21 | 8,08  | 11,39 | 2 239    |
| Souto                 | 49,09 | 35,49 | 9,02  | 2,37  | 2 361    |
| Travanca              | 51,14 | 38,51 | 6,11  | 1,86  | 966      |
| Vale                  | 29,33 | 56,44 | 11,25 | 1,35  | 1 040    |
| Vila Maior            | 33,60 | 51,00 | 10,84 | 2,28  | 747      |
| Santa Maria da Feira  | 47,41 | 36,33 | 9,19  | 3,19  | 68 834   |

### São João da Madeira
| Partido                 | Partido                        | Votos  | %               | +/-  |
| ----------------------- | ------------------------------ | ------ | --------------- | ---- |
|                         | Partido Socialista             | 5 664  | 48,26 / 100,00  | 0,88 |
|                         | Partido Social Democrata       | 3 505  | 29,86 / 100,00  | 1,57 |
|                         | Partido Popular                | 1 423  | 12,12 / 100,00  | 0,32 |
|                         | Coligação Democrática Unitária | 607    | 5,17 / 100,00   | 1,09 |
|                         | Bloco de Esquerda              | 206    | 1,76 / 100,00   | Novo |
|                         | Outros                         | 146    | 1,24 / 100,00   |      |
| Votos Inválidos         | Votos Inválidos                | 186    | 1,58 / 100,00   | 0,22 |
| Total                   | Total                          | 11 737 | 100,00 / 100,00 |      |
| Eleitorado/Participação | Eleitorado/Participação        | 17 979 | 65,28 / 100,00  | 7,86 |

| Freguesia           | %     | %     | %     | %    | %    | Votantes |
| Freguesia           | PS    | PSD   | PP    | CDU  | BE   | Votantes |
| ------------------- | ----- | ----- | ----- | ---- | ---- | -------- |
| São João da Madeira | 48,26 | 29,86 | 12,12 | 5,17 | 1,76 | 11 737   |
| São João da Madeira | 48,26 | 29,86 | 12,12 | 5,17 | 1,76 | 11 737   |

### Sever do Vouga
| Partido                 | Partido                        | Votos  | %               | +/-  |
| ----------------------- | ------------------------------ | ------ | --------------- | ---- |
|                         | Partido Social Democrata       | 3 754  | 48,80 / 100,00  | 5,78 |
|                         | Partido Socialista             | 1 929  | 25,07 / 100,00  | 1,40 |
|                         | Partido Popular                | 1 545  | 20,08 / 100,00  | 2,87 |
|                         | Coligação Democrática Unitária | 142    | 1,85 / 100,00   | 0,61 |
|                         | Outros                         | 187    | 2,43 / 100,00   |      |
| Votos Inválidos         | Votos Inválidos                | 136    | 1,76 / 100,00   | 0,32 |
| Total                   | Total                          | 7 693  | 100,00 / 100,00 |      |
| Eleitorado/Participação | Eleitorado/Participação        | 11 623 | 66,19 / 100,00  | 2,41 |

| Freguesia            | %     | %     | %     | %    | Votantes |
| Freguesia            | PSD   | PS    | PP    | CDU  | Votantes |
| -------------------- | ----- | ----- | ----- | ---- | -------- |
| Cedrim               | 54,40 | 16,94 | 22,80 | 2,12 | 614      |
| Couto de Esteves     | 59,97 | 19,79 | 15,80 | 0,15 | 652      |
| Dornelas             | 45,81 | 27,91 | 18,37 | 2,33 | 430      |
| Paradela             | 48,23 | 18,50 | 27,03 | 1,46 | 481      |
| Pessegueiro do Vouga | 50,16 | 21,59 | 23,21 | 1,14 | 1 232    |
| Rocas do Vouga       | 43,71 | 30,56 | 18,73 | 2,74 | 1 057    |
| Sever do Vouga       | 51,78 | 23,04 | 18,78 | 1,92 | 1 406    |
| Silva Escura         | 46,49 | 30,42 | 16,77 | 2,11 | 996      |
| Talhadas             | 39,88 | 32,85 | 21,58 | 2,42 | 825      |
| Sever do Vouga       | 48,80 | 25,07 | 20,08 | 1,85 | 7 693    |

### Vagos
| Partido                 | Partido                  | Votos  | %               | +/-  |
| ----------------------- | ------------------------ | ------ | --------------- | ---- |
|                         | Partido Social Democrata | 5 219  | 51,78 / 100,00  | 5,31 |
|                         | Partido Popular          | 2 928  | 29,05 / 100,00  | 6,66 |
|                         | Partido Socialista       | 1 493  | 14,81 / 100,00  | 2,60 |
|                         | Outros                   | 272    | 2,70 / 100,00   |      |
| Votos Inválidos         | Votos Inválidos          | 167    | 1,65 / 100,00   | 0,01 |
| Total                   | Total                    | 10 079 | 100,00 / 100,00 |      |
| Eleitorado/Participação | Eleitorado/Participação  | 16 763 | 60,13 / 100,00  | 3,39 |

| Freguesia              | %     | %     | %     | Votantes |
| Freguesia              | PSD   | PP    | PS    | Votantes |
| ---------------------- | ----- | ----- | ----- | -------- |
| Calvão                 | 50,70 | 31,79 | 10,63 | 931      |
| Covão do Lobo          | 79,63 | 10,61 | 5,89  | 594      |
| Fonte de Angeão        | 65,50 | 18,48 | 11,89 | 774      |
| Gafanha da Boa Hora    | 48,78 | 30,15 | 15,07 | 617      |
| Ouca                   | 57,08 | 29,67 | 10,19 | 883      |
| Ponte de Vagos         | 49,63 | 41,02 | 7,61  | 802      |
| Santa Catarina         | 43,24 | 47,08 | 6,84  | 599      |
| Santo André de Vagos   | 56,01 | 31,54 | 9,28  | 948      |
| Santo António de Vagos | 52,76 | 33,81 | 10,91 | 834      |
| Sosa                   | 51,16 | 28,11 | 17,41 | 1 206    |
| Vagos                  | 37,92 | 23,64 | 31,36 | 1 891    |
| Vagos                  | 51,78 | 29,05 | 14,81 | 10 079   |

### Vale de Cambra
| Partido                 | Partido                        | Votos  | %               | +/-  |
| ----------------------- | ------------------------------ | ------ | --------------- | ---- |
|                         | Partido Socialista             | 5 407  | 37,73 / 100,00  | 3,17 |
|                         | Partido Social Democrata       | 4 898  | 34,18 / 100,00  | 4,47 |
|                         | Partido Popular                | 3 088  | 21,55 / 100,00  | 0,12 |
|                         | Coligação Democrática Unitária | 283    | 1,97 / 100,00   | 0,45 |
|                         | Outros                         | 344    | 2,39 / 100,00   |      |
| Votos Inválidos         | Votos Inválidos                | 312    | 2,18 / 100,00   | 0,23 |
| Total                   | Total                          | 14 332 | 100,00 / 100,00 |      |
| Eleitorado/Participação | Eleitorado/Participação        | 21 305 | 67,27 / 100,00  | 2,50 |

| Freguesia              | %     | %     | %     | %    | Votantes |
| Freguesia              | PS    | PSD   | PP    | CDU  | Votantes |
| ---------------------- | ----- | ----- | ----- | ---- | -------- |
| Arões                  | 24,69 | 38,27 | 32,38 | 1,23 | 1 053    |
| Cepelos                | 22,07 | 41,47 | 30,70 | 1,39 | 938      |
| Codal                  | 46,79 | 26,61 | 17,89 | 3,98 | 654      |
| Junqueira              | 20,93 | 48,84 | 26,32 | 1,22 | 817      |
| Macieira de Cambra     | 48,62 | 24,73 | 19,70 | 2,41 | 2 863    |
| Roge                   | 39,30 | 37,08 | 17,72 | 2,03 | 1 033    |
| São Pedro de Castelões | 36,65 | 36,00 | 20,46 | 1,66 | 4 267    |
| Vila Chã               | 41,11 | 33,56 | 18,16 | 2,18 | 2 384    |
| Vila Cova de Perrinho  | 37,46 | 32,82 | 22,91 | 2,48 | 323      |
| Vale de Cambra         | 37,73 | 34,18 | 21,55 | 1,97 | 14 332   |